# Janet Montgomery
Janet Ruth Montgomery (Bournemouth, 29 de outubro de 1985) é uma atriz cinematográfica e televisiva britânica. Ela é mais conhecida por seu papel como Ames na segunda temporada de Human Target, transmitido pela FOX, e também por suas aparições em The Hills Run Red e Wrong Turn 3: Left for Dead, além de atuar como assistente de Eric Murphy, Jennie, na série da HBO Entourage. Montgomery recentemente atuou como a protagonista Martina Garretti na série dramática-legal Made in Jersey. E como a personagem líder, Mary Sibley, na série Salem, do canal WGN America.
Atualmente atua na série de drama New Amsterdam do canal NBC, onde interpreta a chefe da emergência Dra. Lauren Bloom.

## Carreira
Embora tenha se preparado como uma dançarina no Stella Mann College of Performing Arts, em Bedford, Montgomery optou por atuar em vez de dançar profissionalmente. A falta de uma escola de treinamento de drama dificultou a obtenção de uma representação artística inicialmente. Ela alcançou seu avanço após produzir uma peça de teatro com seu amigo Gethin Anthony.
Em 2008, a atriz foi escalada como uma pretendente de Nicholas Hoult no episódio seis da segunda temporada do drama juvenil Skins. Ela também apareceu em ambos os filmes de TV Dis/Connected e no curta-metragem Flushed.
No ano seguinte, Janet apareceu no lançamento de dois filmes direto em DVD de horror filmados em Sofia, Bulgaria - The Hills Run Red e o final da trilogia Wrong Turn, Wrong Turn 3: Left for Dead. Também atuou no papel de Fallyn Werner, uma assassina adolescente em Accused at 17, um filme do Lifetime Channel.
Em 2010, Montgomery apareceu em seus primeiros filmes lançados no cinema, atuando como Ruth no misterioso The Rapture, Giselle no filme de horror independente Dead Cert e como atriz coadjuvante interpretando Madeline no thriller psicológico indicado ao Oscar, Black Swan.

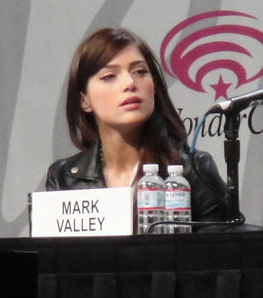
Janet Montgomery em 2011

Nesse mesmo ano, Janet também assinou para atuar como a pretendente de Paul Rudd em Our Idiot Brother. Depois de verem sua fita de audição em Los Angeles, os produtores trabalharam em sua escalação em Entourage e voaram para New York para começar a filmar. Esse foi seu primeiro filme de comédia e o primeiro em que ela recebeu elogios. Embora estivesse trabalhando em Entourage, Montgomery foi convidada para aparecer em The League, um show semi-improvisado criticamente aclamado sobre futebol americano, e desempenhou Ambrosia, a stripper no primeiro episódio da segunda temporada.
Em dezembro de 2011, Montgomery estrelou como Princesa Mithian, uma pretendente do Rei Arthur, no episódio 11 da 4ª temporada de Merlin, depois retornando no episódio 4 da temporada seguinte (ao lado de James Fox).
Em 2012, Montgomery atuou em um papel principal na série televisiva da CBS, Made in Jersey. A série foi cancelada depois de dois episódios irem ao ar. Apesar do cancelamento antecipado, Montgomery recebeu elogios e um avanço na carreira pela curta vida na série. Dois novos episódios foram ao ar em 22 de dezembro de 2012.
Montgomery atraiu a atenção de Stephen Poliakoff por meio de uma fita de audição que ela enviou ao diretor de elenco Andy Pryor para o papel de Sarah em Dancing on the Edge. Poliakoff ficou impressionado e a ofereceu o trabalho por Skype. As cinco partes da minissérie foram ao ar em 4 de fevereiro de 2013 na BBC Two.
Ela também contracenou com David Tennant na série da BBC Four Spies of Warsaw. O drama recebeu avaliações mistas. Ela também apareceu com Grace Van Helsing, "a pródiga irmã que retorna a correr o jornal da família (e provavelmente a participação de vampiros)" no piloto da série da ABC, Gothica. O ator Chris Egan atuou como seu interesse amoroso, o personagem Dorian Gray.

## Vida pessoal
Montgomery nasceu em Bournemouth, Inglaterra. Seu tio foi o baixista Mike "Monty" Montgomery da Zoot Money's Big Roll Band. Janet atualmente vive em Islington, Londres com seu namorado Joe Fox, sua filha Sunday Juno Fox e seu buldogue Guthrie.

## Filmografia
| Ano  | Título                      | Papel         | Notas            |
| ---- | --------------------------- | ------------- | ---------------- |
| 2008 | Dis/Connected               | Lucy          | Filme televisivo |
| 2008 | Flushed                     | Rainha Bitch  | Curta-metragem   |
| 2009 | The Hills Run Red           | Serina        |                  |
| 2009 | Wrong Turn 3: Left for Dead | Alex          |                  |
| 2010 | Dead Cert                   | Giselle       |                  |
| 2010 | The Rapture                 | Ruth          |                  |
| 2010 | Black Swan                  | Madeline      |                  |
| 2011 | Our Idiot Brother           | Lady Arabella |                  |
| 2013 | The Republic of Two         | Caroline      |                  |
| 2014 | 10 Things I Hate About Life |               | Filmando         |
| 2016 | Happily Ever After          | Heather       |                  |
| 2016 | Amateur Night               | Nikki         |                  |
| 2017 | The Space Between Us        | Sarah Elliot  |                  |
| 2017 | Romans                      | Emma          |                  |
| 2018 | In a Relationship           | Lindsay       |                  |
| TBA  | Think Like a Dog            |               | Pós produção     |

## Televisão
| Ano       | Título                          | Papel               | Notas                          |
| --------- | ------------------------------- | ------------------- | ------------------------------ |
| 2008      | Skins                           | Beth                | Episódio: "Tony"               |
| 2008      | Dis/Connected                   | Lucy                | Filme para televisão           |
| 2010      | The League                      | Ambrosia            | Episódio: "Vegas Draft"        |
| 2017      | Accused at 17                   | Fallyn Werner       |                                |
| 2010-2011 | Entourage                       | Jennie              | 10 episódios                   |
| 2010-2011 | Human Target                    | Ames                | 11 episódios                   |
| 2011-2012 | Merlin                          | Princesa Mithian    | 2 episódios                    |
| 2012      | Made in Jersey                  | Martina Garretti    | 8 episódios                    |
| 2013      | Dancing on the Edge             | Sarah               | 5 episódios                    |
| 2013      | Spies of Warsaw                 | Anna                | 4 episódios                    |
| 2013      | Gothica                         | Grace Van Helsing   | Piloto de TV não exibido       |
| 2013      | Downton Abbey                   | Freda Dudley Ward   | Episódio: "The London Season"  |
| 2014-2017 | Salem                           | Mary Sibley         | Protagonista                   |
| 2014      | Black Mirror                    | Bethany             | Episódio: "White Christmas"    |
| 2016      | This Is Us (série de televisão) | Olivia Maine        | Papel recorrente (1 temporada) |
| 2018      | The Romanoffs                   | Michelle Westbrooke | Episódio: "The Royal We"       |
| 2018-2023 | New Amsterdam                   | Drª Lauren Bloom    | Papel principal                |